# 1981年四川特大洪水

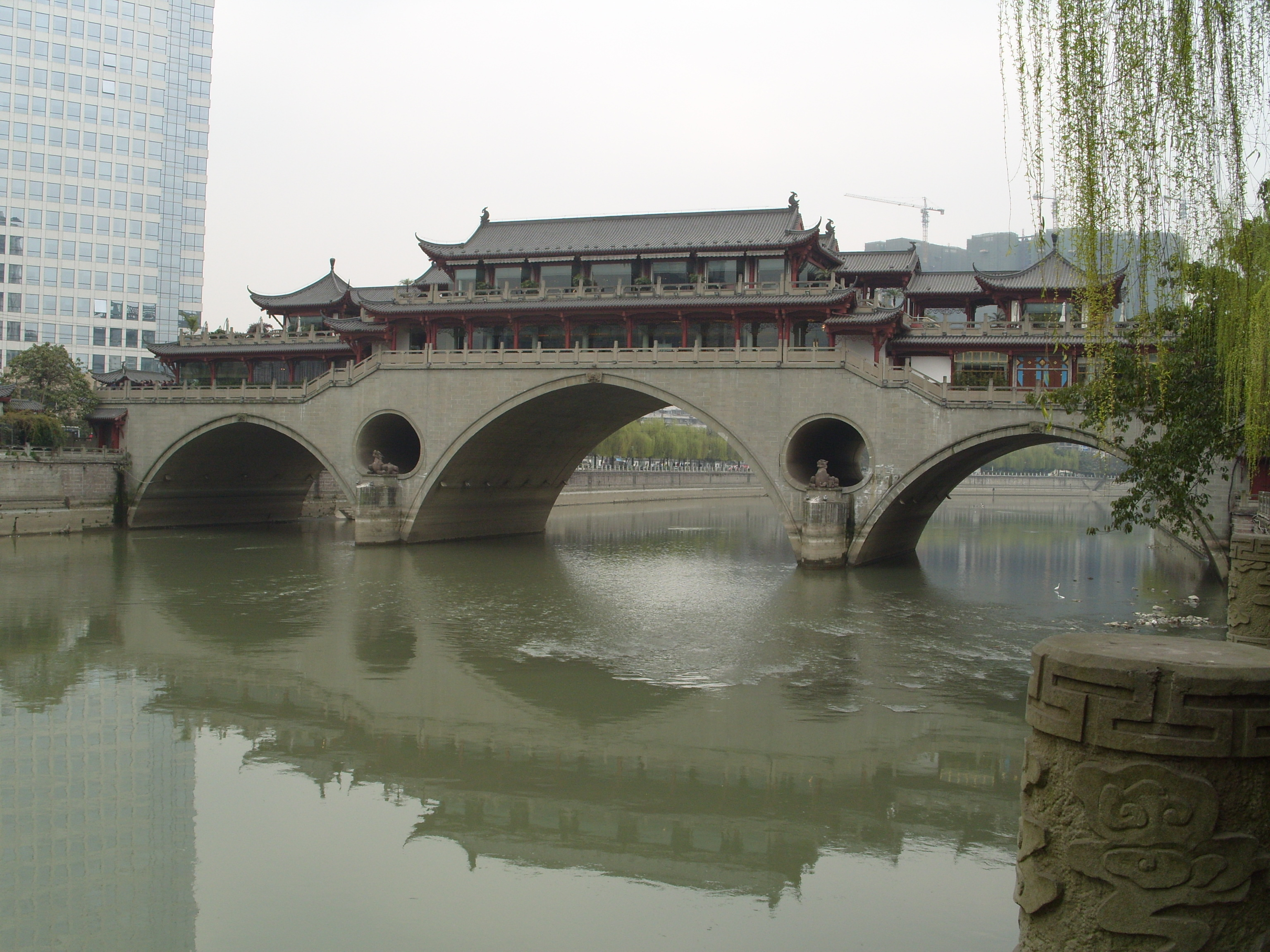
四川成都的安顺桥在洪灾中被冲毁，数十人坠落。

1981年四川特大洪水，是指1981年7月发生于中国四川省的一场特大洪灾。此次洪灾是中华人民共和国历史上的重大洪灾之一，受灾人口达2000万，共造成888人死亡，139万间房屋倒塌，80条公路干线被冲断，112万亩耕地被冲毁。此次洪灾的成因除特大暴雨（西南季风）之外，也有人认为与四川地区植被破坏、当地水利工程设施不完备等有关。

## 洪灾成因
1981年7月中旬，四川盆地的中部、西部和北部经历特大暴雨，降雨量之大、持续时间之长，为中华人民共和国建国以来四川地区之冠，多条河流水位超历史记录。事实上从6月下旬起已经开始连续中到大雨，暴雨中心主要是嘉陵江的广元（482毫米）和沱江的资中（398毫米）。据资料统计，四川全省178个县（区）分别降了中雨、大雨、暴雨及特大暴雨，包括岷江、沱江、涪江、嘉陵江、渠江、大渡河、青衣江、金沙江、川江等九大水系，尤以沱江、涪江、嘉陵江、岷江等流域降雨最大。三日总降雨量在105毫米以上的暴雨中心共4个，三日雨量大于100毫米的面积达15048平方公里。
特大暴雨和大洪水与西南季风异常强劲有关，水汽主要来自孟加拉湾，西南低涡深厚的气流辐合上升，激发了对流的发展而降雨强度大，持续时间超过两天。此外，对于洪水的成因，还有人认为是四川森林破坏导致，也有人认为与降雨过于集中和水利工程设施不完备有关，当时学术界有争论，也曾组织过代表队到四川盆地进行科学考察。

## 灾情统计

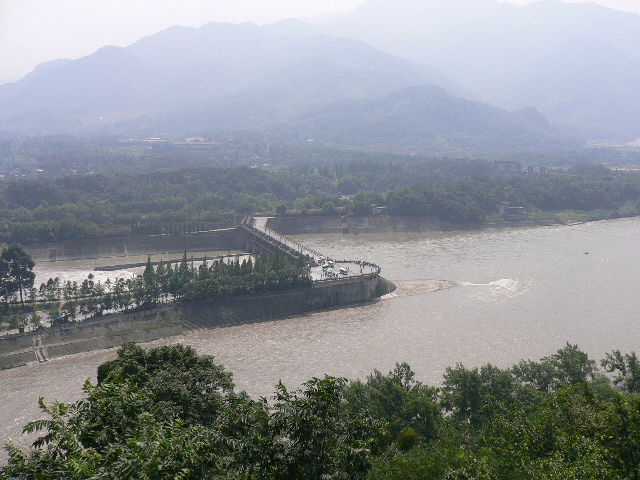
都江堰

在此次洪灾中，四川全省有119个市（县、区）、3549个公社、15305个生产队受灾，受灾人口共2000万人。其中，888人死亡、13010人受伤，淹没房屋223.7万间，其中倒塌房屋139万间（包括冲走42万间），113万人无家可归，80条公路干线全部冲断。另有牲畜死亡138812头，农作物受灾面积1311万亩，其中无收342万亩，冲毁耕地112万亩。 都江堰灌区的水利设施受到程度不同的破坏。
- 四川成都于1981年7月13日发生大洪灾，诸多街巷进水被淹，其中安顺桥在洪水中被冲毁、数十人坠落，部分人员死亡，成为当时成都洪灾期间最大、最典型的一个事件[2][5]。此外，金堂县全县被淹，约有16000多人被洪水围困[2][4]。由于金堂水务局共3层，而水淹至二层，当地民众调侃说“坐到三楼就可以洗脚了”[2][3]。
- 1981年7月9日至14日，重庆发生严重洪灾，寸滩站洪峰流量高达85700立方米每秒，最高水位191.41米，当时重庆连续6天降大雨[6]。